# ポリネシア

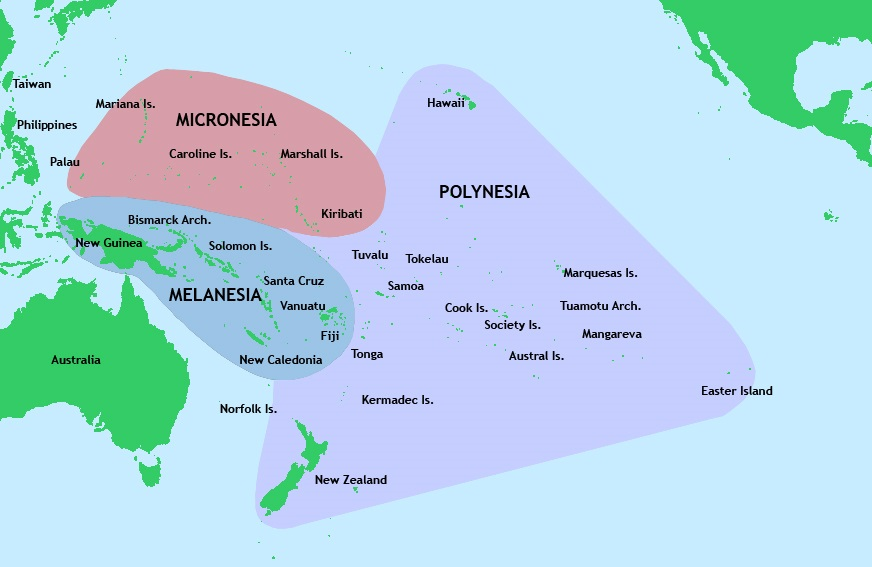
ポリネシア（紫），ミクロネシア（赤），メラネシア（青）

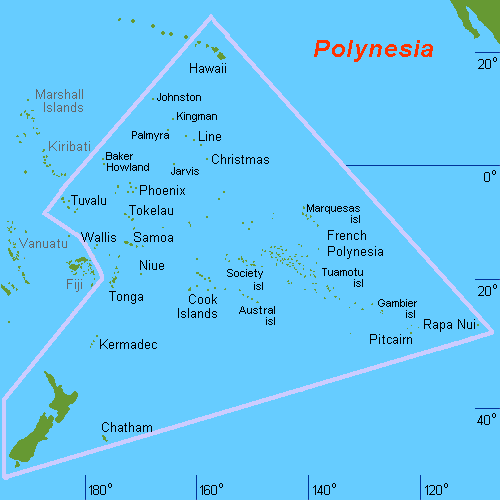
ポリネシアの地理的定義

ポリネシア（Polynesia）は、オセアニアの海洋部の分類の一つである。太平洋で、概ねミッドウェー諸島（北西ハワイ諸島内）、アオテアロア（ニュージーランドのマオリ語名）、ラパ・ヌイ（イースター島）を結んだ三角形（ポリネシアン・トライアングル）の中にある諸島の総称で、2017年の人口は約700万人。

## 概要

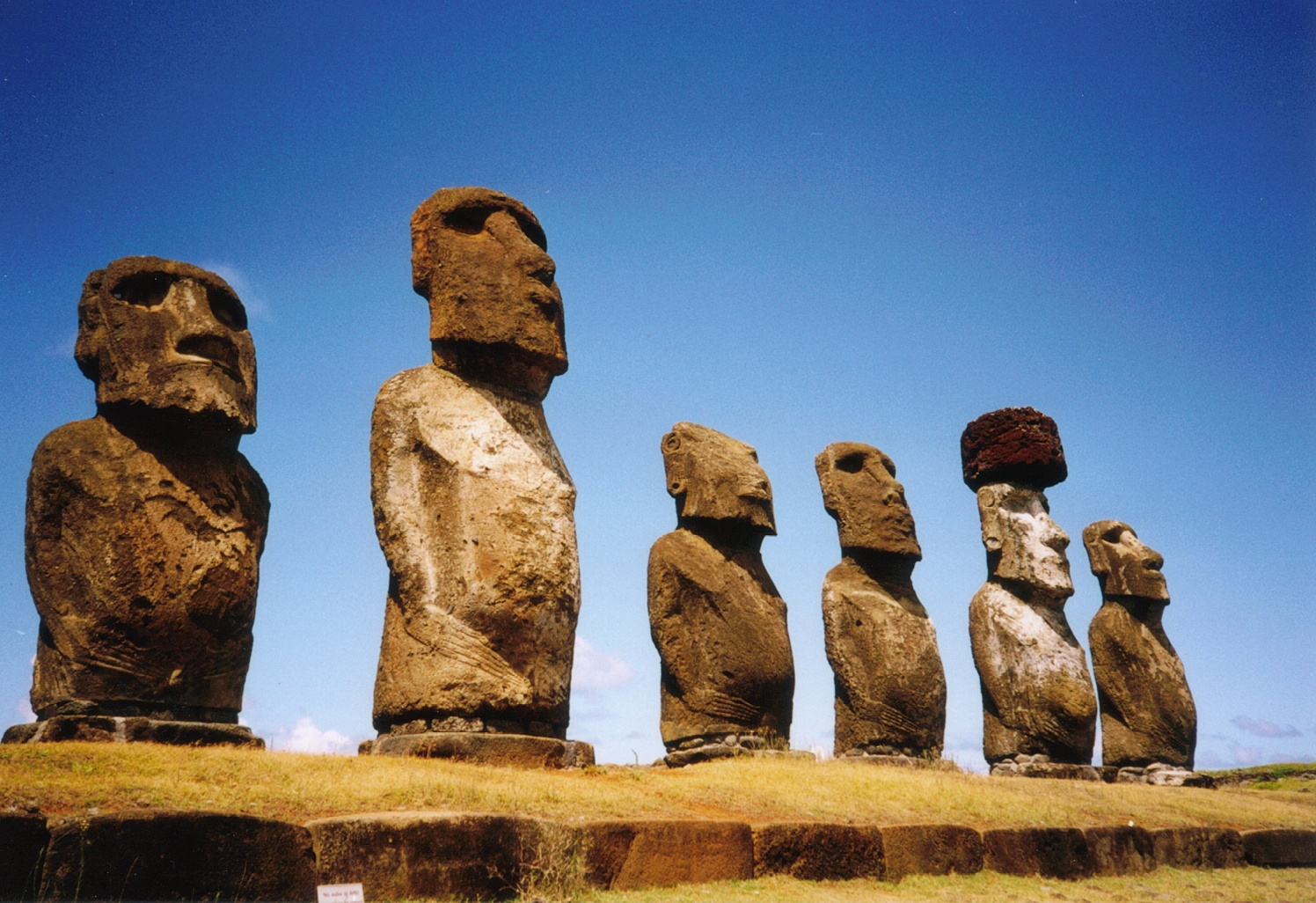
イースター島のモアイ像

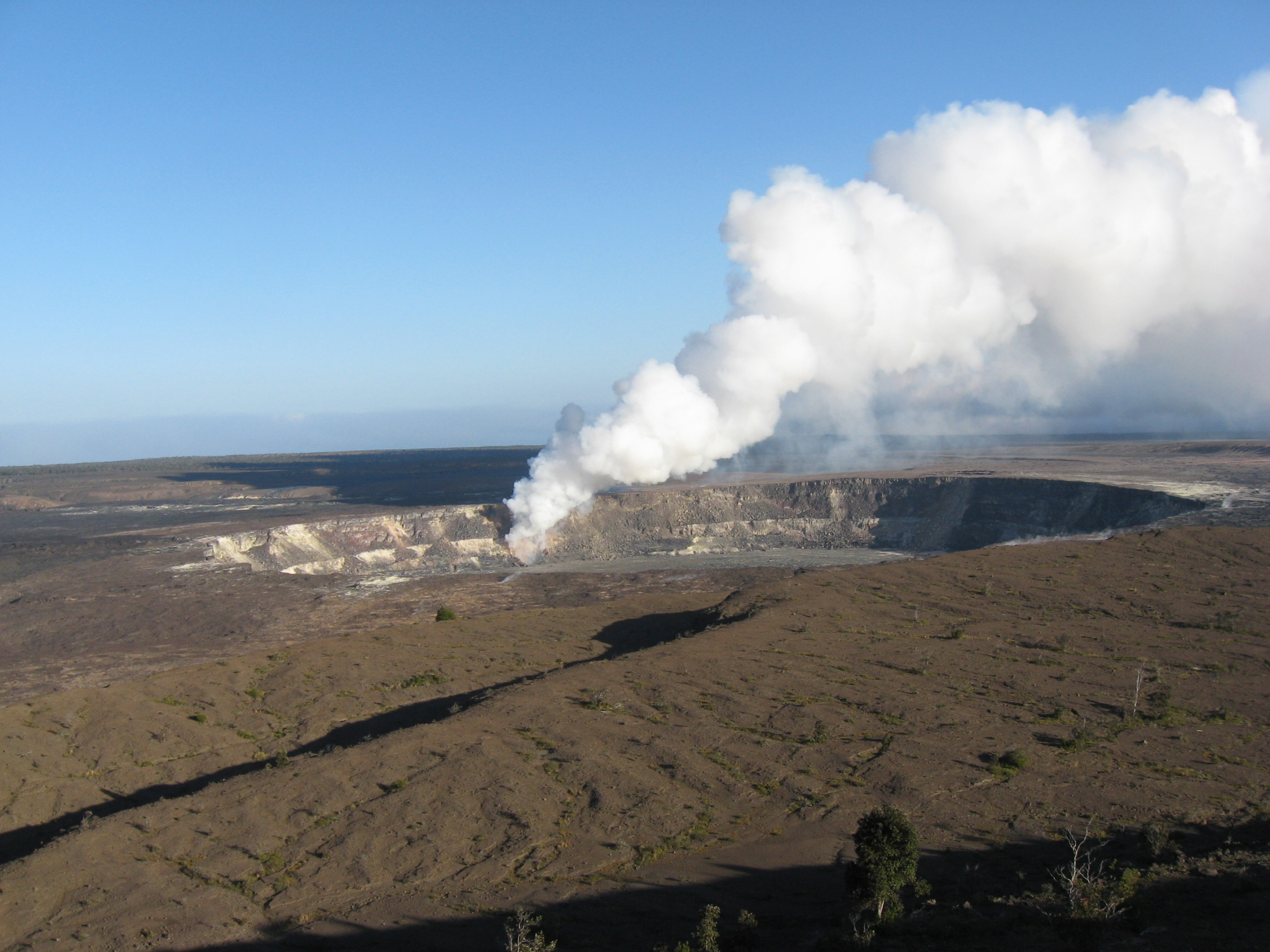
ハワイ火山国立公園

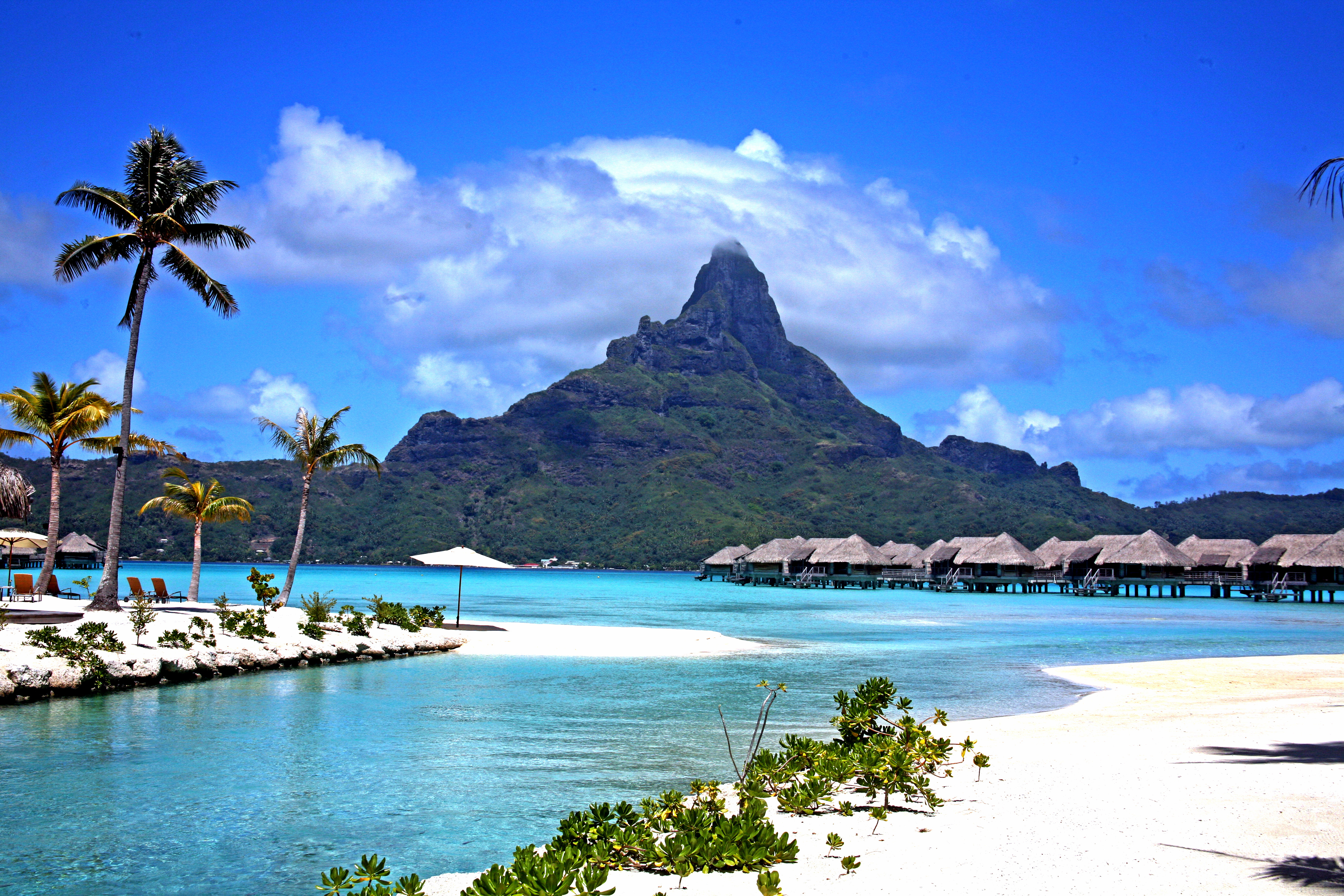
ボラボラ島の水上コテージ

ポリネシアはギリシャ語のポリ（πολύς 多くの）ネソス（νῆσος 島）から、「多くの島々」の意味である。ポリネシアという用語は1832年、フランスの海軍提督ジュール・デュモン・デュルヴィル（Jules Dumont d'Urville）が、メラネシアやミクロネシアとは違うこの地域の民族的・地理的分類のために使い始めた。
なお、ポリネシアに含まれる国と地域、人口は以下の通りである。
主権国家
- ニュージーランド - 2016年時点で469万3000人[2]
- キリバス（フェニックス諸島、ライン諸島のみ）- 2015年時点で11万110人[3]
- サモア - 2011年時点で18万7820人[4]
- ツバル - 2012年時点で1万640人[5]
- トンガ - 2011年時点で10万3252人[6]

ニュージーランドの自由連合国
- クック諸島 - 2011年時点で1万4974人[7]
- ニウエ - 2011年時点で1613人[8]

 フランス領
- ウォリス・フツナ - 2013年時点で1万2197人[9]
- フランス領ポリネシア - 2015年時点で28万2703人

 アメリカ合衆国領
- ハワイ州 - 2016年時点で142万8557人[10]
- アメリカ領サモア - 2015年時点で5万4343人
- 合衆国領有小離島 - 2009年時点で300人
  - パルミラ環礁
  - ミッドウェー島
  - ジョンストン島
  - キングマン・リーフ
  - ジャーヴィス島
  - ベーカー島
  - ハウランド島

 ニュージーランド領
- トケラウ - 2013年時点で1383人[11]

 イギリス領
- ピトケアン諸島 - 2016年時点で56人[12]

 チリ領
- イースター島 - 2016年時点で6600人[13]

### 域外ポリネシア

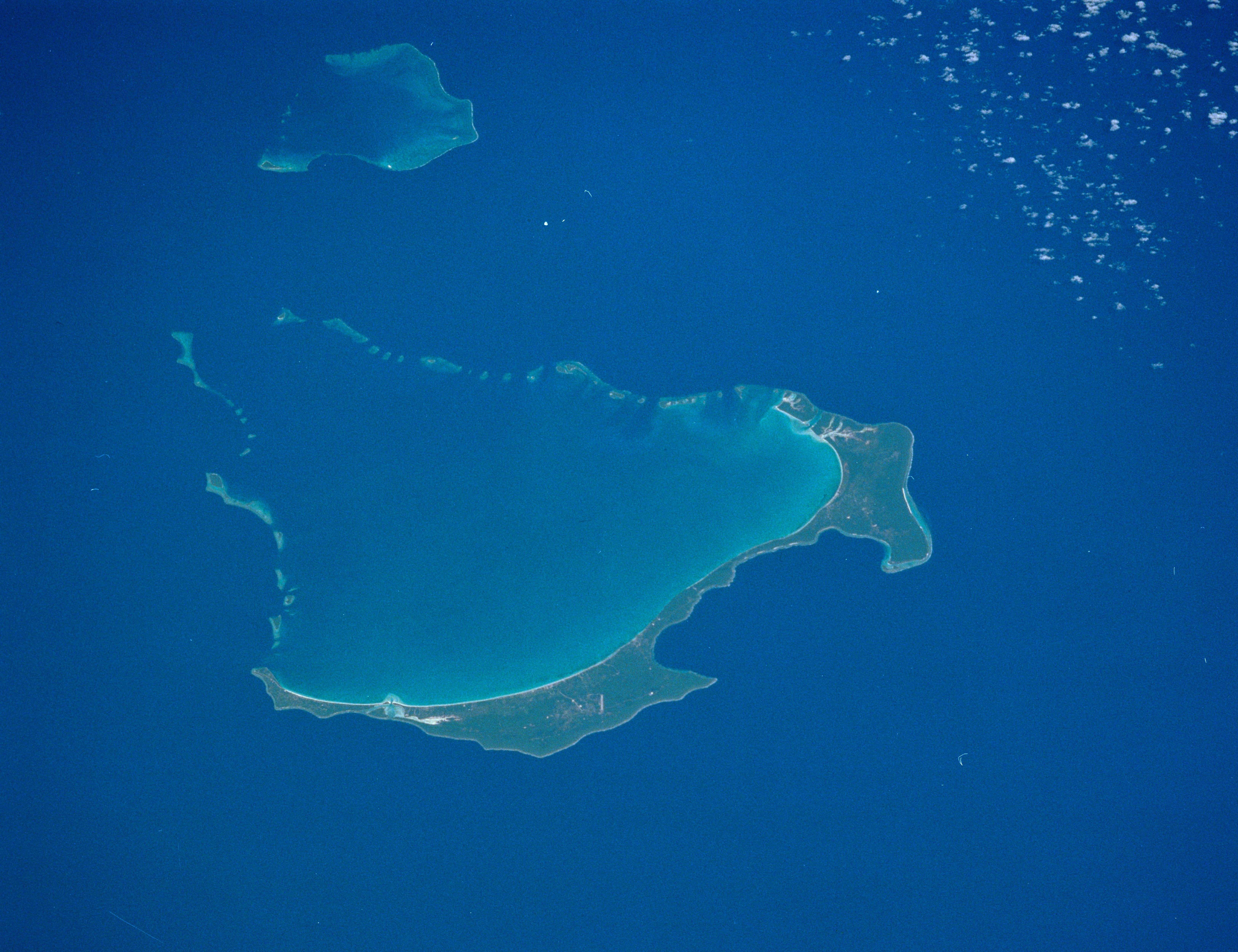
ウベア島

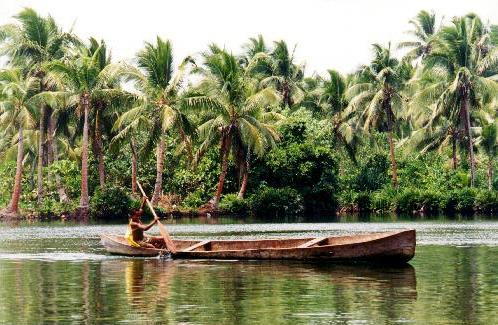
レンネル島のテンガノ湖

域外ポリネシア（Polynesian outlier）と呼ばれる、ポリネシア文化を保持した島々がミクロネシアおよびメラネシアに点在している。域外ポリネシアには、ポリネシア・トライアングル内では失われてしまった古代の知識が継承されている地域があり、特にソロモン諸島に属するサンタ・クルーズ諸島のタウマコ島（Taumako）は、古代ポリネシアの航法技術（後述）に最も近い技術を継承している地域として注目を集めている。域外ポリネシアとされる島は以下の通りである。
ツバル系
- ミクロネシア連邦 ポンペイ州 カピンガマランギ環礁、ヌクオロ環礁
- パプアニューギニア ブーゲンビル自治州 ヌグリア環礁（英語版）、タクー環礁、ヌクマヌ環礁
- ソロモン諸島 マライタ州 オントンジャワ環礁、シカイアナ環礁

フツナ系
- ソロモン諸島 レンネル・ベローナ州 レンネル島、テモツ州 サンタクルーズ諸島、ダフ諸島（英語版）、ティコピア島、アヌータ島（英語版）
- バヌアツ シェファ州 エマエ島、エファテ島、タフェア州 アニワ島（英語版）、フトゥナ島（英語版）
- ニューカレドニア ロイヤルティ諸島 ウベア島

その他
- フィジー ロツマ島

## 歴史

### ポリネシアへの人間居住

ポリネシア人の移住ルート

ポリネシア人の祖先はオーストロネシア語を話すモンゴロイド系の民族で、その祖先は台湾に定住していた。紀元前2500年頃、一部のグループが台湾から南下を開始し、フィリピンを経て紀元前2000年頃にインドネシアのスラウェシ島に到達した。
ラピタ人と称される原ポリネシア人は、ここからニューギニア島沿岸およびメラネシアへと東進し、紀元前1100年頃にはフィジー諸島に到達した。現在、ポリネシアと呼ばれる地域への移住は紀元前950年頃からで、サモアやトンガからもラピタ人の土器が出土している。サモアに到達した時点でラピタ人の東への移住の動きは一旦止まるのだが、その間にポリネシア文化が成立していったと考えられている。
再び東への移住を開始するのは1世紀頃からで、ポリネシア人たちはカタマランやアウトリガーカヌーを用い、エリス諸島やマルキーズ諸島、ソシエテ諸島にまず移住した。その後、マルキーズ諸島やソシエテ諸島を中心に300年頃にイースター島、400年頃にハワイ諸島、1000年頃にクック諸島やニュージーランドに到達した。なお、ポリネシア人たちは太平洋各地に拡散したのちも、ウェイファインディング（スターナビゲーション）という高い航法技術によって互いに行き来が行われていた。

### 南米との交流の可能性

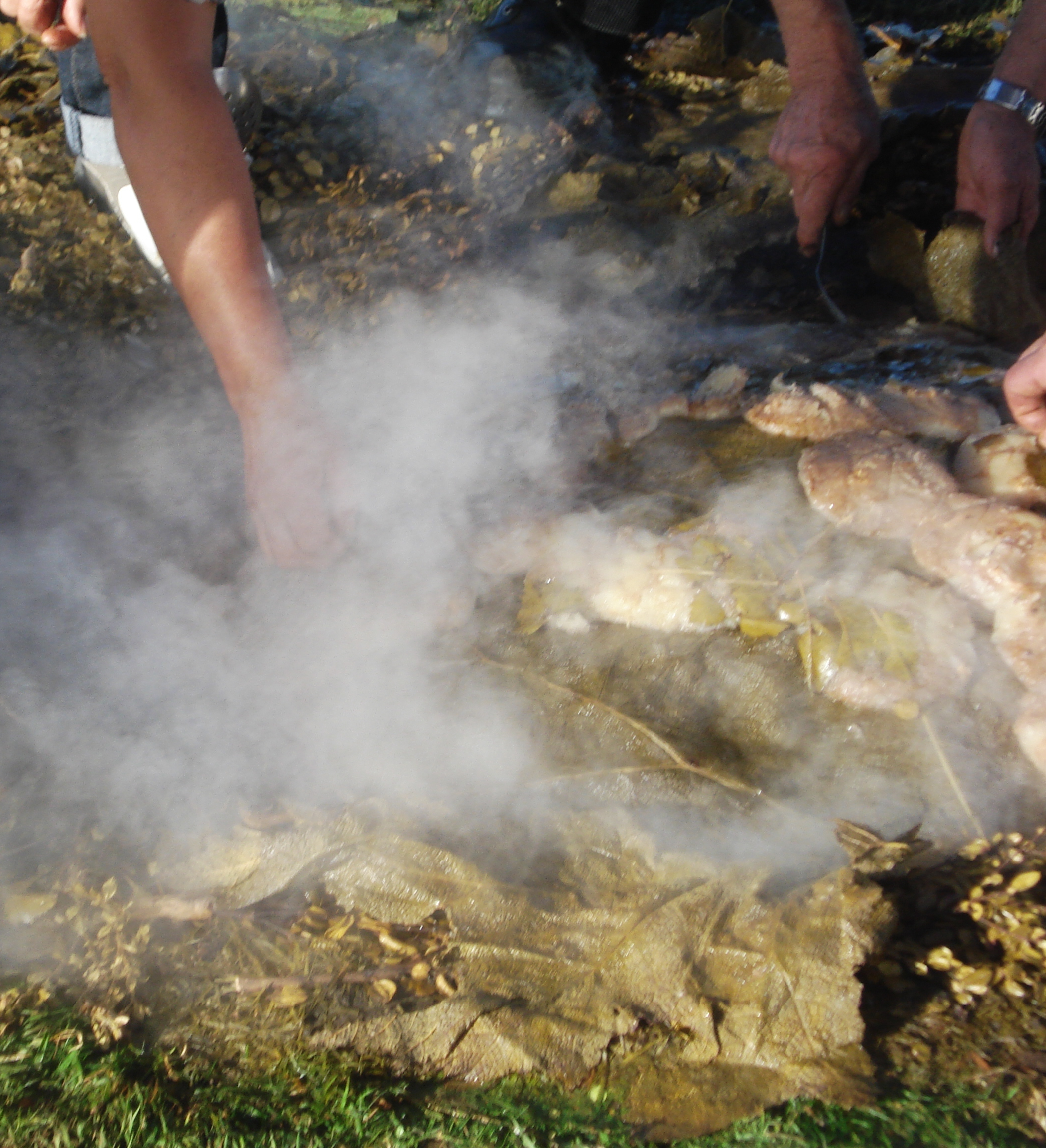
チリ南部のチロエ島で行われているクラント

ポリネシアと南米の間で航海が行われた確実な証拠は見つかっていない。しかし、ポリネシア人の主食のひとつであるサツマイモは南米原産であり、ヨーロッパ人の来航前に既にポリネシア域内では広くサツマイモが栽培されていた。そのうえサツマイモは、アンデス地方のケチュア語族ではクマル（Kumar）、ポリネシアのトンガ語ではクマラ（Kumala）と呼称される。そのほかに、ポリネシアやミクロネシアで一般的な、肉類やイモなどの食材をバナナやココヤシの葉で巻いた後、焼け石とともに土中に埋めて蒸し上げるウム料理という調理法は、ペルーのパチャマンカ（Pachamanca）やチリ南部チロエ島のクラント（Curanto）として南米の太平洋沿岸地域にも存在するなど、古代ポリネシア人が南米までの航海を行った可能性は否定できない。
ペルー太平洋岸の民族にはポリネシアとの交流を示唆する伝承が存在する。インカ帝国の10代サパ・インカ（皇帝）であるトゥパック・インカ・ユパンキは、1480年頃に20,000の兵力で太平洋上の「ニナ・チュンピ（炎の帯）」、「ハフア・チュンピ（離れた帯）」の2つの島に遠征し、財宝を持ち帰ったとされている。またこれに対し、ポリネシア側でもトゥアモトゥ諸島に東からトパという英雄が来航したという伝承がある。更に、インカ帝国を征服したフランシスコ・ピサロ（Francisco Pizarro）の従兄弟であるペドロ・ピサロ（Pedro Pizarro）が1570年に残した記録には、「ペルー太平洋岸の民族は海の向こうと交流を行っていたが、今（1570年）では大海流（フンボルト海流）によって妨げられて接触が断たれている」との記述がある。
また、ノルウェーの人類学者であるトール・ヘイエルダール（Thor Heyerdahl）はポリネシア人の南米起源説を提唱し、1947年にコンティキ号という筏でペルーのカヤオ沖80kmの地点からトゥアモトゥ諸島ラロイア環礁まで、6,980kmの距離を101日で航海した。
しかし2014年に、ポリネシアの遺跡で出土したニワトリの骨から検出したミトコンドリアDNAと、南米の古代と現代のニワトリのミトコンドリアDNAの比較解析が行われた結果、両者に遺伝的関連性はみられなかった。

### トンガ大首長国

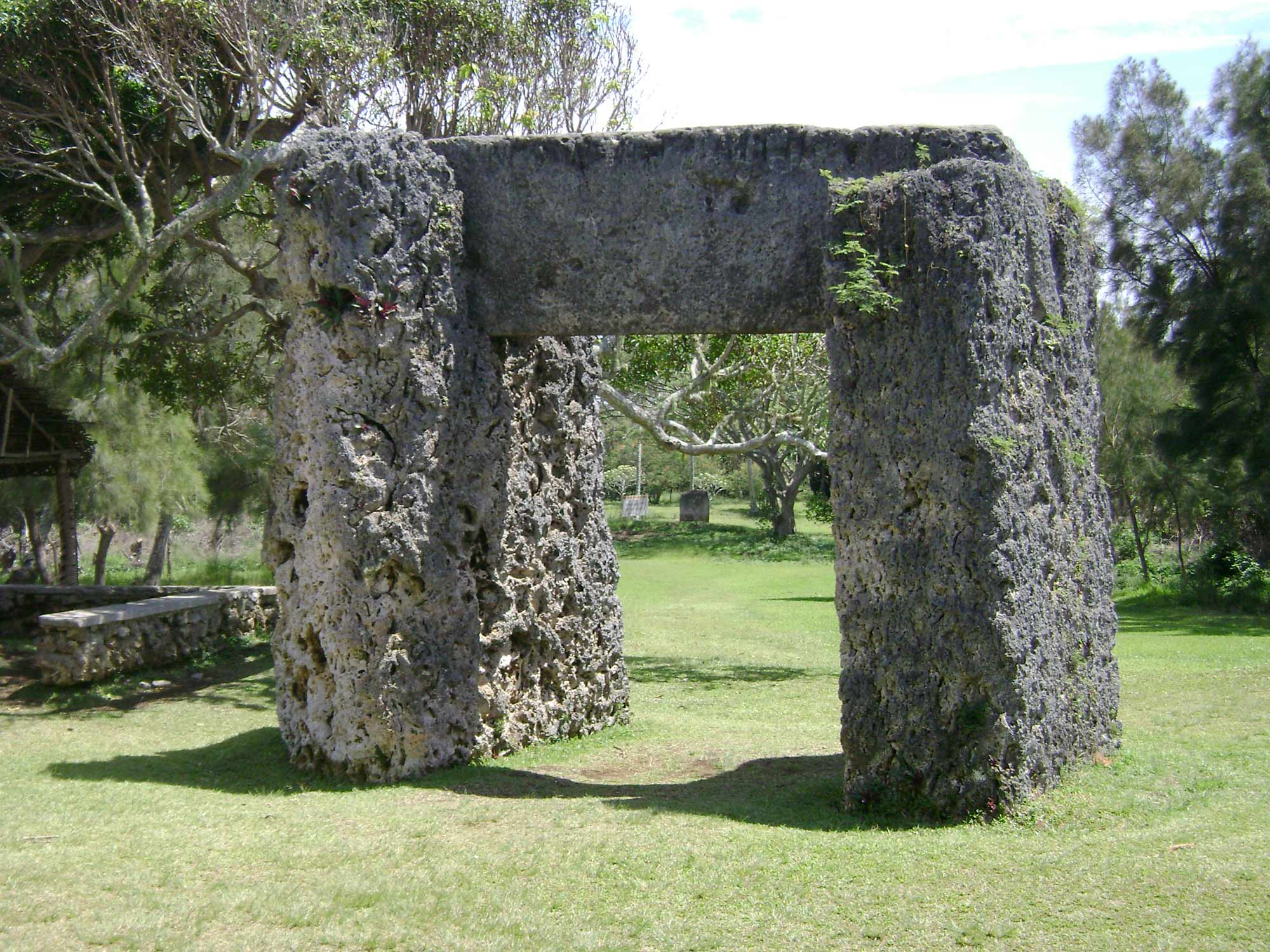
ハアモンガの石門

10世紀頃、サモア人を両親に持つアホエイトゥ（ʻAhoʻeitu）によってトンガが統一され、トンガ大首長国（Tu'i Tonga トンガ帝国）が建国された。トンガ大首長国は12世紀頃、第9代大首長モモ（Momo）と第10代大首長トゥイタトゥイ（Tuʻi-tā-tui）の時代に拡張政策を行い、トンガのほかにサモア諸島やフィジー諸島、果てはサンタクルーズ諸島のティコピア島にまで至る大帝国を築き上げた。
15世紀頃、暴君であった第23代大首長タカラウア（Takalaua）の暗殺を機に、トンガ大首長国では宗教的な権力と世俗的な権力が分離した。そのため、従来のトゥイ・トンガ（大首長）の称号のほかに世俗的な権力を担うトゥイ・ハアタカラウア（Tuʻi Haʻatakalaua）の称号が誕生し、それぞれタカラウアの長男であるカウウルフォヌア1世（Kau'ulufonua I）とその弟モウンガモトゥア（Mo'ungamotu'a）の家系が世襲することになった。しかしこの後、内乱によってトンガ大首長国は衰退し、1600年頃にはマリエトア一族によって、サモアでの影響力を失った。
1610年頃、新たにトゥイ・カノクポル（Tuʻi Kanokupolu）が誕生する。トゥイ・カノクポルは第6代トゥイ・ハアタカラウアの分家であったが、やがてトゥイ・ハアタカラウアと世俗的な権力を巡って競合するようになった。

### ヨーロッパ人の到来

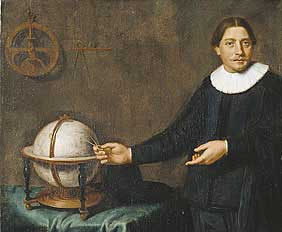
アベル・タスマン

ヨーロッパ人による最初の太平洋航海は、1521年にスペインのフェルディナンド・マゼラン（Ferdinand Magellan）が行った航海であるが、マゼラン艦隊はトゥアモトゥ諸島やライン諸島の無人島に接触したのみで、ポリネシア人には接触しなかった。ヨーロッパ人による本格的なポリネシア探検の始まりは、1642年にアベル・タスマン（Abel Tasman）が、オランダ東インド会社の依頼を受けて行った探検である。タスマンはこの探検でニュージーランド南島やトンガに到達し、マオリ人とは敵対したが、トンガ人とは友好的な交流を行い、トゥイ・ハアタカラウアに謁見している。また1722年、ヤーコプ・ロッヘフェーンは南方大陸探索のために太平洋を探検し、イースター島、ボラボラ島、サモアに到達している。
1768年、イギリスのサミュエル・ウォリス（Samuel Wallis）は初めてタヒチに到達したヨーロッパ人となった。その10箇月半後にはフランスのルイ・アントワーヌ・ド・ブーガンヴィル（Louis Antoine de Bougainville）もタヒチを訪れている。

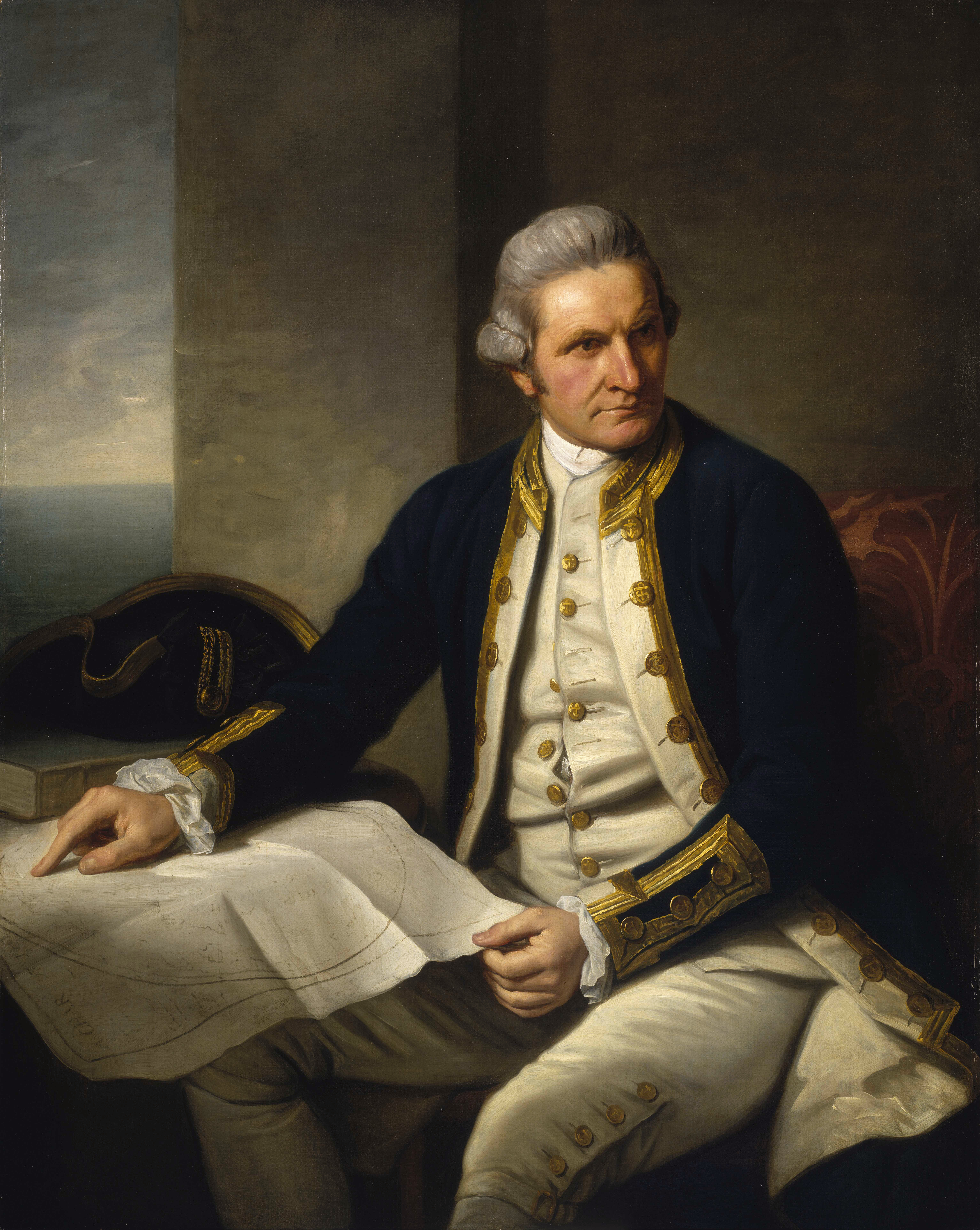
ジェームズ・クック

ポリネシアの残りの地域の詳細が判明するのは、1768年から1780年にかけて行われたジェームズ・クック（James Cook）による3回にわたる探検航海である。クックはタヒチ、ニュージーランド、トンガのほか、1778年の第3回航海の途上でハワイ諸島に到達している。なお、第3回航海に参加したウィリアム・ブライ（William Bligh）は、1787年にバウンティ号（HMS Bounty）の船長になるが、1789年4月28日にトンガ沖で乗組員による反乱事件を起こされている。この事件はバウンティ号の反乱（Mutiny on the Bounty）といい、バウンティ号を追放されたブライ以下19人は、ボートで6,701km離れたティモール島にたどり着き生還する。一方、反乱を起こした乗組員たちはタヒチに戻り、16人はタヒチに残留したが、8人はタヒチ人の男女を船に乗せて無人島であったピトケアン島に移住した。
また1804年には、ロシア帝国のニコライ・レザノフ（Николай Резанов）が指揮する2隻の艦隊が、マルキーズ諸島ヌク・ヒバ島とハワイに寄港した。2隻のうちのナジェジダ号（Надежда）には、陸奥国牡鹿郡石巻（現：宮城県石巻市）出身の津太夫や善六ら若宮丸漂流民5名が乗っており、確実な記録に残っている中では、若宮丸漂流民5名が初めてポリネシアを訪れた日本人である。

### ポリネシア社会の変容

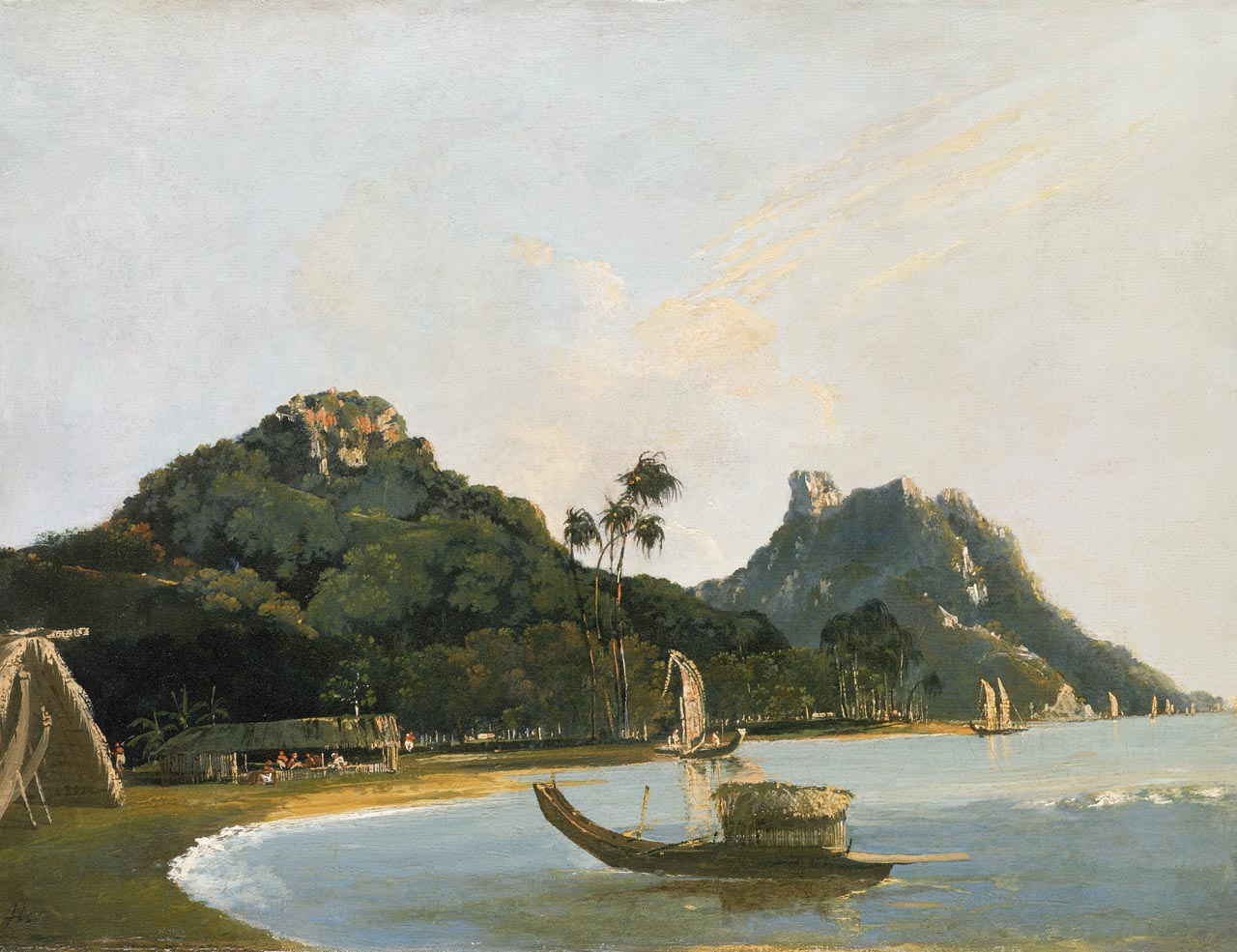
1774年のソシエテ諸島フアヒネ島

18世紀後半以降、ポリネシアの探検が一通り終了したことにより、捕鯨船と商人と宣教師がポリネシアに姿を見せるようになった。
捕鯨船はポリネシアの社会に大きな影響を与えた。18世紀から19世紀初頭にかけての捕鯨船員は、強制徴募によって集められた者が多かったため、その質は劣悪であった。こうした捕鯨船員たちの中には寄港地で脱走を図ったり、また船長に置き去りにされるケースもあったため、ポリネシアの島々に性病のほか天然痘、はしか、インフルエンザなどの伝染病をもたらし、抵抗力を持たないポリネシア人の人口は激減した。
初期の商人たちは、島民との交易のほか、中国で珍重されている白檀やナマコを目的としており、首長を人質にとって島民を使役するなど暴力的な手段に出ることもあった。また、商人たちはマスケット銃をポリネシアにもたらしたため、いち早く銃を入手した勢力によってハワイ王国やタヒチのポマレ王朝のような統一王朝が建国された。やがて商人たちは、土地の所有権という概念の薄い島民たちから、契約によって土地を入手または賃借し、コプラ、サトウキビ、コーヒー、綿などの換金作物をポリネシアに持ち込み、農園主となる者が現れた。また19世紀後半に、化学肥料の原料としてグアノが有用であることが判明すると、その採取も行われた。こうして誕生した農園では、当初は島民たちが労働者として導入されたものの、前述の事情からポリネシア人の人口は激減しており、働き手が足りなかったため、中国人、インド人、日本人、フィリピン人などの移民が招聘されることになった。このような移民たちは苦力と呼称され、低賃金で過酷な労働を強いられた。また反対に、ポリネシア人たちがブラックバーダー（Black-birder）と呼ばれる人身売買専門の商人に拉致され、ペルーなど南米の鉱山で強制労働させられるケースもあったが、国際的な批判もあり、1864年に禁止された。
宣教師によるキリスト教の布教は、1797年にタヒチでプロテスタントの布教が行われたのが嚆矢である。ほどなくカトリックの布教も始まり、プロテスタント勢力のバックにはイギリスとアメリカ、カトリック勢力のバックにはフランスがつき、それぞれポリネシアの首長層の紛争にも介入した。トンガは1799年以降、トゥイ・トンガ、トゥイ・ハアタカラウア、トゥイ・カノクポルの間で三つ巴の内戦が勃発し、最初にトゥイ・ハアタカラウアがトゥイ・カノクポルに敗れ消滅した。1826年、ハアパイ諸島の首長であったタウファアハウ（Taufa'ahau）にプロテスタントの宣教師が接近した。タウファアハウは軍事的な支援と引き換えにプロテスタントに改宗し、イギリス風にジョージ・ツポウ1世（George Tupou I）と改名した。これに対して、第39代トゥイ・トンガであるラウフィリトンガ（Laufilitonga）もカトリック勢力を味方につけ、ジョージ・ツポウ1世と対立した。両勢力は同年にリフカ島で決戦を行った結果、ジョージ・ツポウ1世が勝利した。ジョージ・ツポウ1世はその後もキリスト教に反対するトンガタプ島の首長勢力から抵抗に遭ったものの、1845年に第18代トゥイ・カノクポルであるアレアモトゥア（Aleamotuʻa）から禅譲を受け、第19代トゥイ・カノクポルとなりトンガを統一した。

### 植民地化
19世紀のポリネシアは、ハワイやトンガ、タヒチのように中央集権的な王国が誕生している地域もあったが、在地勢力の統一が成されていない地域も数多く存在した。
ニュージーランドは、19世紀前半からイギリス人の入植者が多数流入しており、1840年2月6日、ワイタンギ条約によってイギリスの植民地となった。ワイタンギ条約はニュージーランド総督代理のウィリアム・ホブソン（William Hobson）とマオリ人の首長たちの間で締結された条約であり、第2条でマオリ人の土地所有を保障したものであったために500人あまりの首長がワイタンギ条約に署名した。しかし、入植者たちは羊毛を輸出するために牧畜を導入し、大規模な土地買収が行われるようになったため、1864年の時点で南島の土地の99%が入植者の所有する土地となっていた。これに対してマオリ人たちは反撥し、1845年にニュージーランド戦争（マオリ戦争）が勃発し、武力衝突が始まった。戦争は1861年4月に一時休戦するも、その後もマオリ人によるゲリラ的な抵抗が続き、完全に鎮圧されるのは1872年であった。ニュージーランドの白人人口はこの後も増加し、1907年9月26日にニュージーランドはイギリスの自治領（Dominion）となり、独自の政府を持てるようになった。イギリスはこの後、ニュージーランド以外のポリネシア各地域の植民地化を進め、1872年にはイギリス領西太平洋領土（British Western Pacific Territories）を成立させ、クック諸島、ニウエ、エリス諸島、トケラウをこれに含めた。また、トンガも1900年にイギリスの保護国となった。
フランスは19世紀前半からタヒチのポマレ王朝に対する干渉を強めていった。ポマレ王朝は成立以来プロテスタントの影響下にあったが、1836年にポマレ4世がフランス人宣教師2名を国外追放処分にしたことをきっかけに、フランスはポマレ王朝に対する干渉を強めていった。1843年、フランスはポマレ王朝に対し保護条約の批准を要求したが、ポマレ4世はこれに反対し、反対派による武力闘争が行われた。しかし、1847年8月5日にポマレ4世はフランスと保護条約を締結した。その後、ポマレ王朝はポマレ5世が王位を継承するものの、パナマ運河の開通を睨んだフランスによって1880年に併合協定に署名させられ、ポマレ王朝はフランス領ポリネシアの一部となった。また、ウォリス・フツナに存在するアロ首長国、ウベア首長国、シガベ首長国の3つの王国（首長国）も1888年にフランスの保護国となり、1917年に併合された。

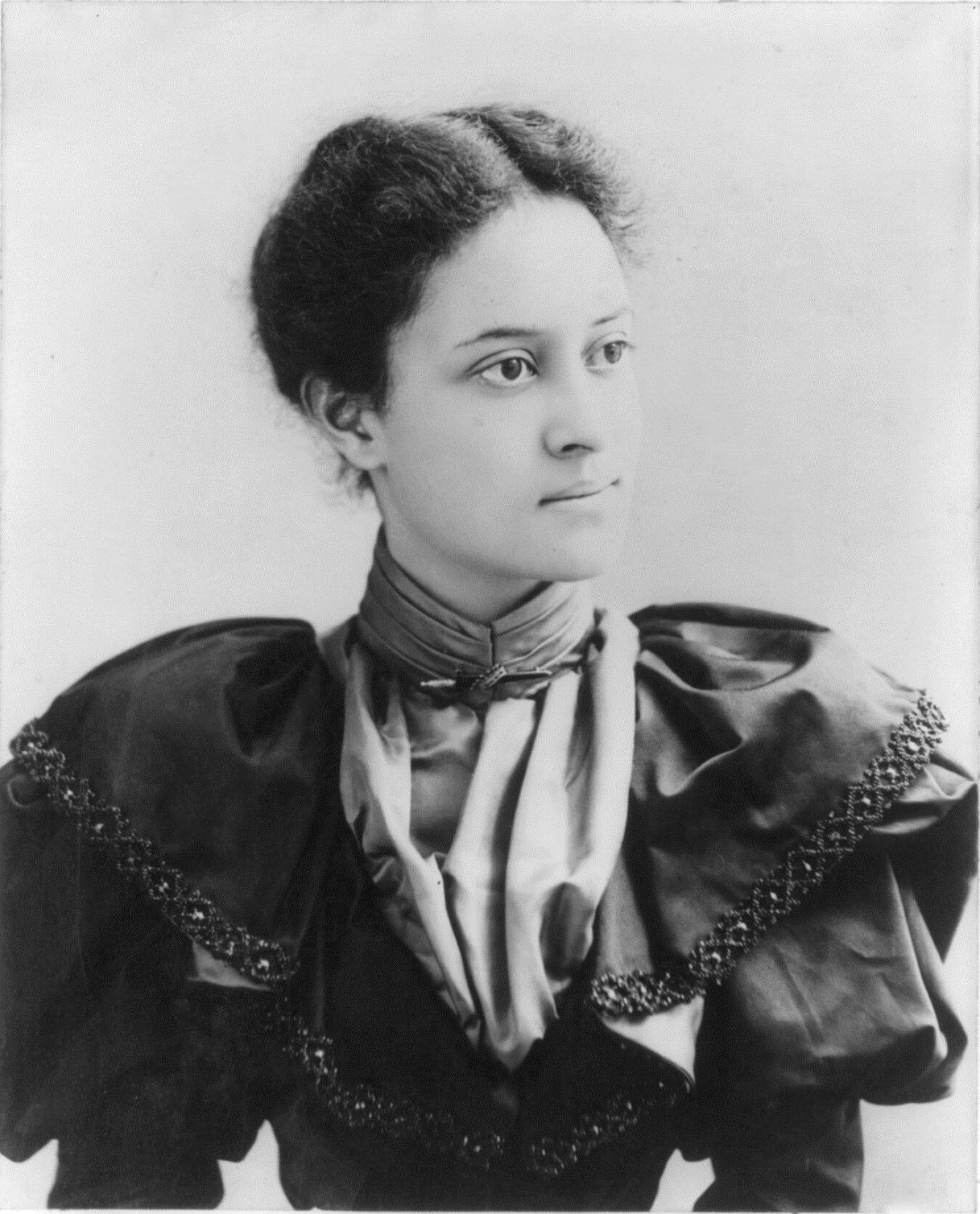
ハワイ王国カラカウア王の姪であるカイウラニ王女。日本の山階宮定麿王との縁談話があった。

ハワイは、カメハメハ3世の治世下である1840年に憲法が定められ、国際的に独立国家として承認されていた。しかし、経済的な実権はイギリス人やアメリカ人に握られており、1850年に外国人の土地所有権が認められていた。1872年に親米派のルナリロが国王となると、ハワイはアメリカへの傾斜を強めていき、1875年6月3日には米布互恵条約が締結され、ハワイの全ての生産品は非課税でアメリカ合衆国本土への輸出が可能となった。1887年、ロリン・アンドリュース・サーストン（Lorrin Andrews Thurston）率いる安全委員会（Committee of Safety）は、カラカウア王に対して新憲法の採択を承認させた。この新憲法によって国王が議会に対して持っていた拒否権が剥奪され、さらに外国人参政権も認められた反面、アジア系移民に対する参政権は剥奪された。武力を背景に採択されたこの憲法は、銃剣憲法（Bayonet Constitution）とも呼称される。これに対し、1891年に即位した女王リリウオカラニは、1893年1月14日に王党派とともに新憲法案を起草するが、2日後の1月16日にアメリカの支援を受けた共和派がクーデターを起こし、リリウオカラニを退位に追い込んだ。リリウオカラニ退位後、共和派はサンフォード・ドールを大統領としたハワイ共和国を樹立した。ハワイ共和国はアメリカの傀儡政権であったため、1898年にハワイはアメリカに併合された。
こうして、19世紀後半に植民地化を免れている地域はサモアのみとなった。サモアはイギリス、アメリカのほか後発のドイツ帝国の勢力が拮抗した緩衝地帯となっていた。サモアは、ドイツ人実業家であるヨハン・セザール・ゴーデフロイ6世（Johann Cesar VI. Godeffroy）が1856年にアピアに事務所を置いて以来、ドイツ勢力の南太平洋における拠点となっており、1850年代当時の在サモアドイツ領事はゴッテフロイ商会の支配人であった。当時のサモアには統一政権がなかったが、1875年からマリエトア・ラウペパ（Malietoa Laupepa）がサモアの大首長となっていた。しかしマリエトア・ラウペパは、サモアにおけるドイツ企業の独占を認める代わりにアメリカの保護国になるという約束をしたことから、1887年に各国領事の圧力によって大首長を退位させられた。その結果権力の空白を巡り、1886年から1894年にかけてサモア内戦が勃発し、アメリカが支援するマタアファ・イオセフォ（Mata'afa Iosefo）とドイツが支援するトゥプア・タマセセ・ティティマエア（Tupua Tamasese Titimaea）の間で戦闘が行われた。最終的にマリエトア・ラウペパがサモアの大首長に復帰することで戦争は終結したものの、マリエトア・ラウペパの死後、1898年から1899年にかけて第二次サモア内戦が勃発した。第二次サモア内戦ではマタアファ・イオセフォをドイツが支援し、マリエトア・ラウペパの息子であるマリエトア・タヌマフィリ1世（Malietoa Tanumafili I）をイギリスとアメリカが支援した。サモア問題の最終的な解決は、1899年12月2日にドイツ、アメリカ、イギリスの3国の間で締結された三者協定（Tripartite Convention）であった。この協定により、アメリカは西経171度線以東のトゥトゥイラ島を含む東サモア（アメリカ領サモア）、ドイツはウポル島を含む西サモア（ドイツ領サモア）を獲得し、イギリスはサモアから撤退する代わりにトンガおよびソロモン諸島の支配を2国に認めさせた。
イースター島は1888年以来チリ領であったが、1937年（昭和12年）、チリ政府から日本、イギリス、アメリカ各政府に対してイースター島およびサラ・イ・ゴメス島売却の打診が行われた。日本政府はイースター島の経済的有用性を認めつつも、日米関係の悪化を懸念したため購入を断念している
1914年、第一次世界大戦が勃発し、8月にドイツ領サモアはオーストラリア軍とニュージーランド軍によって占領された。9月22日にはドイツ東洋艦隊によるパペーテ砲撃が行われ、パペーテの町の大部分が破壊された。これ以降ポリネシアでの戦闘はなく、西サモアはそのまま軍政下に置かれ、1920年12月17日にニュージーランド委任統治領西サモアが発足し、ニュージーランドの委任統治領となった。

### 第二次世界大戦

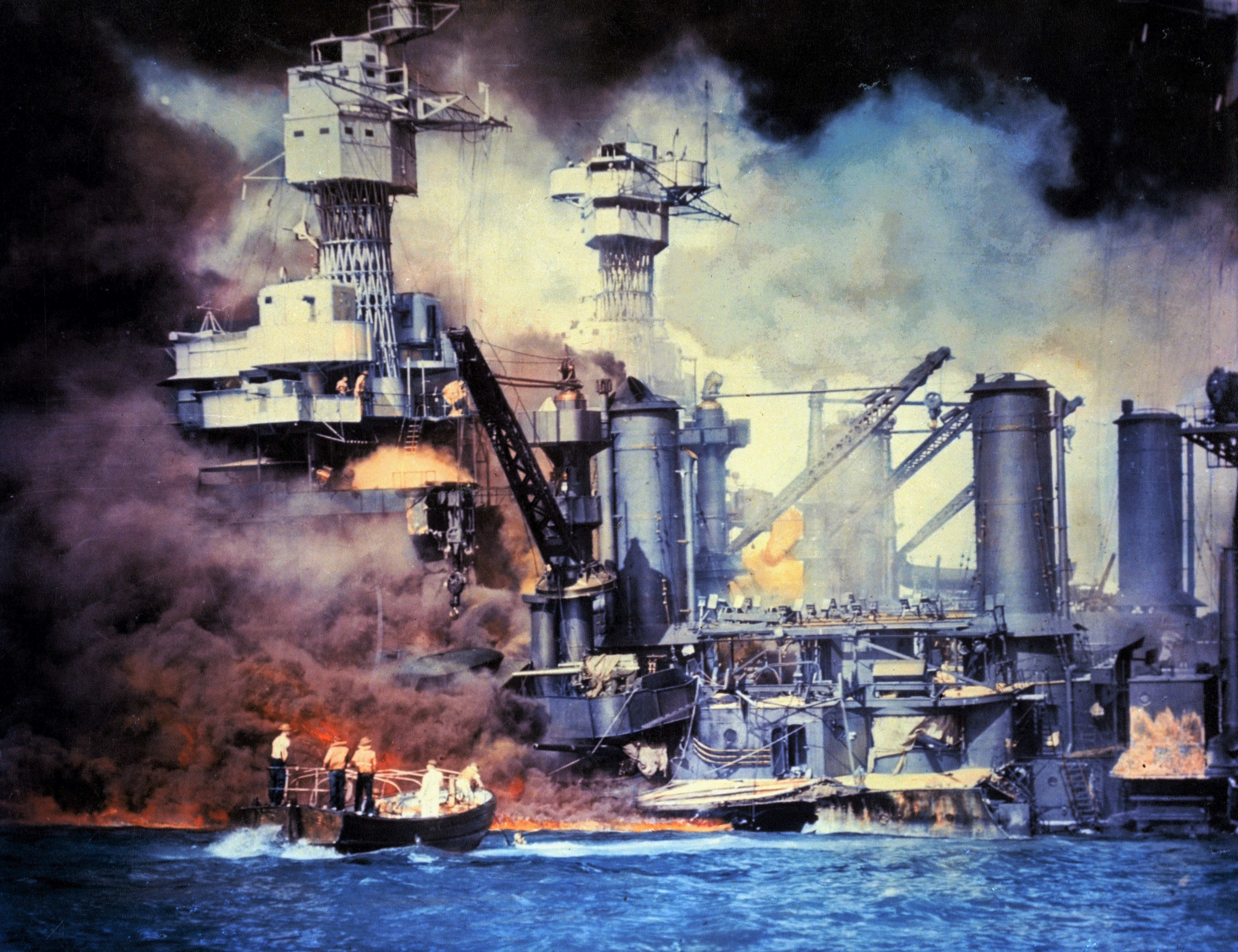
1941年（昭和16年）12月7日、炎上する戦艦ウェストバージニア

1941年（昭和16年）12月7日、日本海軍による真珠湾攻撃が行われ、太平洋戦争（大東亜戦争）が勃発した。日米開戦後、日本軍は第二段作戦としてFS作戦を企図した。これは、フィジーやサモアを攻略して、アメリカとオーストラリアの補給線を遮断するという作戦であったが、1942年（昭和17年）6月に行われたミッドウェー海戦で日本軍が敗れたため、最終的に作戦は中止された。
その後、ポリネシアでの大きな戦闘はなく、太平洋戦争の期間中、ポリネシアは連合軍の後方兵站基地として機能した。ニュージーランドには北島南部の南ワイララパ地方フェザーストン（Featherston）に捕虜収容所が開設され、ガダルカナル島の戦いや第三次ソロモン海戦などによって捕虜となった日本兵約600名が収容されていた。ニュージーランド軍による日本兵捕虜の取り扱いは丁重なものであったが、1943年（昭和18年）2月25日にフェザーストン事件が発生し、日本兵38名とニュージーランド兵1名が死亡した。
ハワイでは、真珠湾攻撃の8時間半後から1944年10月24日まで戒厳令が敷かれ、すべてが軍の管理下となった。オアフ島の土地の30%あまりが軍用地として接収され、住民は身分証明書の携帯が義務付けられた上に日没以降の外出は禁止された。手紙や電話は検閲を受け、英語以外の言語で電話をすることは禁止された。日系人はハワイの人口の40%を占めていたため、僧侶や日本語学校の教師など「危険人物」とみなされた1500人ほどを除いて、アメリカ本土のような強制収容は免れた。しかし、日系人が鞄を持って歩いているだけでスパイと疑われ逮捕されるなど、日系人に対する不信感がハワイに広がっていた。そのため日系人たちは、自身がアメリカ人であることを証明すべく、家庭内にある日本的な物を処分する、餅つきやひな祭り、盆踊りなどの年中行事を取りやめる、洋服を着用し和服の着用をやめるなど日本的な習慣を排除し、さらに日本風の名前から欧米風のファーストネームに改名する者も2,000人を超えた。そして日系二世の若者たちは、米軍に志願することで自身の忠誠心を証明しようとした。ハワイには、日米開戦前から日系人部隊である第100歩兵大隊が存在したが、1943年に米軍が日系人1,500人を募集したところ、ハワイだけで1万人以上の応募があり、そのうち2,700人が入隊を許可され、新たに第442連隊戦闘団が編成された。第100歩兵大隊および第442連隊戦闘団は1943年9月9日のアヴァランチ作戦を皮切りに、主にイタリアやフランスに派遣され、モンテ・カッシーノの戦いやヴォージュ県ブリュイエール（Bruyères）とビフォンテーヌ（Biffontaine）での戦い、ダッハウ強制収容所の解放などに参加した。第442連隊戦闘団に従軍した7,500名のうち、700名が戦死し、700名が手足を失い、1000名が重傷を負った。

### 現代のポリネシア

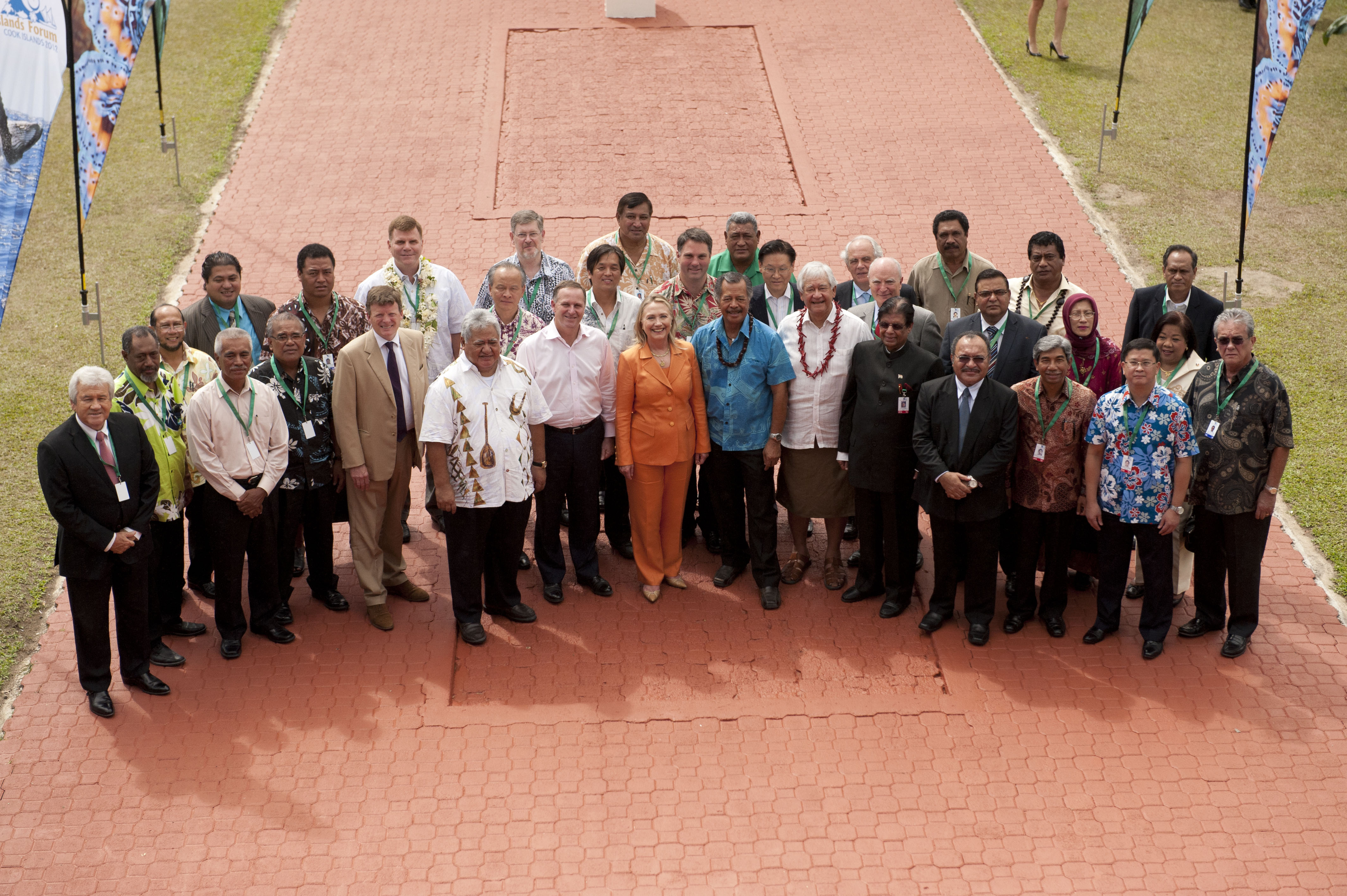
2012年、太平洋諸島フォーラムに参加した各国首脳たち。クック諸島で開催された。

第二次世界大戦後、西サモアは1946年12月13日に信託統治領に移行したのち、1962年に西サモアとして独立を果たした。その後、1970年にトンガ、ツバルは1974年にギルバート諸島（現：キリバス領）と分離したのち1978年に独立した。クック諸島とニウエは1974年からニュージーランドの自由連合国となっており、外交と防衛はニュージーランドが行い、住民の国籍もニュージーランドのままであるが、内政自治権と独自に国際機関に加盟する権利が与えられた。その後、1993年8月4日にニュージーランドは2国を主権国家として承認し、外交権も与えられたため、日本は2011年6月16日にクック諸島、2015年5月15日にニウエを国家承認し、国交を樹立している。一方、ハワイは1959年8月21日にアメリカ50番目の州に昇格した。
ポリネシアのうち、21世紀の現在でも伝統的な生活を続けている島は、ハワイのニイハウ島などごくわずかである。
ハワイやタヒチは1960年代頃に主要産業を農業から観光へと転換し、世界的な観光地となった。一方で、独立を果たしたものの、旧宗主国や先進国からの経済援助がなければ立ち行かない国や地域も多く、小島嶼開発途上国に分類される国と地域がほとんどである。特にツバルは後発開発途上国にも分類される上、国土のすべてが低地の環礁島であるため、地球温暖化および海面上昇による国土水没の危機に瀕している。
また第二次世界大戦後、アメリカ、イギリス、フランスの3国はポリネシア地域で核実験を行った。特にフランスは、1960年から1996年までトゥアモトゥ諸島南部のムルロア環礁とファンガタウファ環礁で200回あまりの核実験を行った。このフランスによる核実験に対し、1965年に南太平洋委員会（現：太平洋共同体）の席上で、クック諸島代表が核実験反対の立場を表明した。さらに1971年8月には、島嶼国の主体性を堅持し、結束を図ることを目的として、イギリスやアメリカ、フランスの影響力が強い南太平洋委員会とは別個に、南太平洋フォーラム (South Pacific Forum; SPF) がクック諸島、西サモア、トンガ、ニュージーランド、フィジー、ナウル、オーストラリアの7つの国と地域によって創設された。その後も、南太平洋フォーラム（現：太平洋諸島フォーラム）は核実験や太平洋への放射性廃棄物の投棄には反対の立場を取り続けており、1985年8月6日には加盟国間で南太平洋非核地帯条約（ラロトンガ条約）が調印された。また1980年（昭和55年）に、日本の科学技術庁が小笠原諸島沖に放射性廃棄物を海洋投棄する計画を発表した際には、日本政府に対して連名で抗議を行った。しかし、日本と太平洋諸島フォーラムの関係は決して悪いものではなく、1997年（平成9年）以来3年に1回のペースで、日本・太平洋諸島フォーラム首脳会議（太平洋・島サミット Pacific Islands Leaders Meeting： PALM）が日本国内で開催されている。

## ポリネシア文化

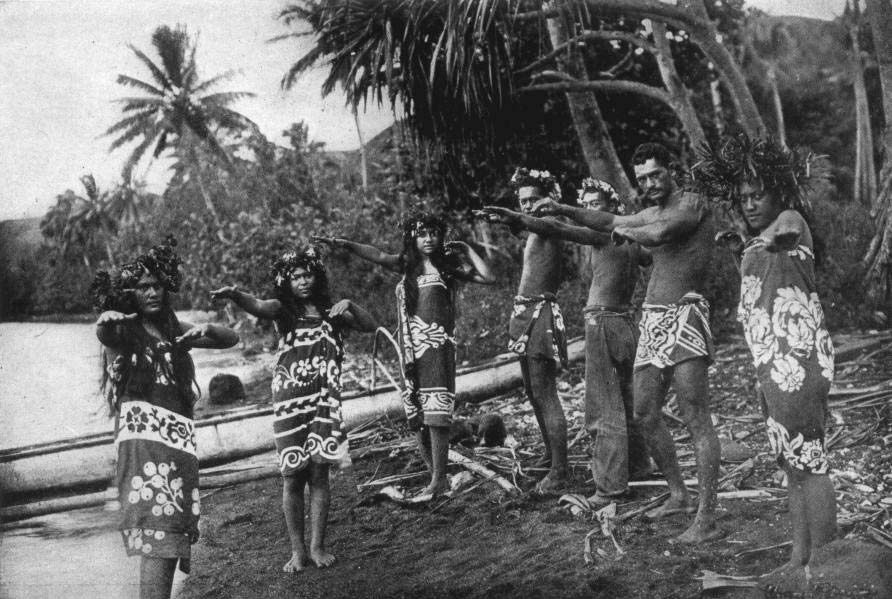
パレオを着てダンスをするマルキーズ諸島民。1909年に撮影された。

ポリネシアはラピタ文化時代に植民された西ポリネシア（サモア、トンガ等）と、ポリネシア文化の成立後に植民された東ポリネシア（ハワイ、タヒチ、テ・ヘヌア・エナナ、ラパ・ヌイ、アオテアロア等）に分けられる。西洋人がこの海域に到達した時点でポリネシア人は相互に極めて似通った言語（ポリネシア諸語）を話しており、キャプテン・クックがタヒチからハワイに同行した人物は、ハワイ人との会話に殆ど困難を覚えなかったと伝えている。また、ポリネシア海域内の先住民の身体形質の同質性は極めて高い。

### 「ハワイキ」
ポリネシア人たちは自らの故地を「ハワイキ」「アヴァイキ」などと呼んだ。この言葉はポリネシア各地で若干異なっており、タヒチでは「ハヴァイイ」、ツアモツ諸島などでは「ハヴァイキ」、クック諸島では「アヴァイキ」、サモアでは「サヴァイイ」、ニュージーランドでは「ハワイキ」、ハワイ諸島では「ハワイイ」などとなっている。

### ファレ
サモアの建築などにみられる伝統的住居「ファレ」は日射しを避けて風通しをよくするため柱と屋根だけで壁や間仕切りのない構造である。

## 自然
火山島が多い。例えば、サモア、マルケサス諸島の島々、ラパヌイ（イースター島）などである。これらの火山島は玄武岩で構成され、屹立した高山が島の中央付近分布している。土壌は肥沃で、降水量も多く、植物相も多様である。山裾野には森林が発達し、巨木も林立している。沿岸ではシダ類やヤシ類が繁殖している。